# Lauro Machado Coelho
Lauro Machado Coelho (Belo Horizonte, 27 de janeiro de 1944 - São Paulo, 1 de fevereiro de 2018)foi um jornalista brasileiro. 
Crítico musical no Caderno 2 de O Estado de S. Paulo. Foi colaborador das revistas Concerto e Bravo! e fez durante cinco anos, para a Rádio Cultura FM, o programa Discoteca Básica, que ia ao ar aos domingos no horário nobre.

## Carreira
Professor de Literatura Francesa na Alliance Française em Belo Horizonte entre 1963-1973 e mais tarde na Alliance de São Paulo, reside desde 1974 em São Paulo, onde já trabalhou no Almanaque Abril, no Jornal da Tarde e no O Estado de S. Paulo, Revista Época, além de colaborar com diversas publicações na área de música. Entre 1994-95, trabalhou no Teatro Municipal de São Paulo.
Escreveu a coleção da História da Ópera e já lançou, pela Editora Perspectiva, onze volumes da coleção: A Ópera Inglesa, A Ópera Tcheca, A Ópera Barroca Italiana, A Ópera na França, A Ópera Alemã, A Ópera na Rússia, A Ópera Romântica Italiana, A Ópera Italiana Após 1870, A Ópera Clássica Italiana, A Ópera nos Estados Unidos e As Óperas de Richard Strauss. Pela colaboração que deu ao gênero no Brasil, ganhou o 8º Prêmio Carlos Gomes 2003, na categoria Universo da Ópera. Pela mesma editora publicou Shostakóvitch, Vida, Música, Tempo e participou com ensaios sobre música para as obras coletivas O Romantismo e O Expressionismo, da coleção STYLUS.
Publicou pela Algol Editora os livros Poesia Soviética, Anna a Voz da Rússia: Vida e Obra de Anna Akhmátova , sobre a poeta russa Anna Akhmatova, O Cigano Visionário: Vida e Obra de Franz Liszt; Sinfonia Fantástica: Vida e Obra de Hector Berlioz; O Menestrel de Deus: Vida e Obra de Anton Bruckner; O Cantor da Finlândia: Vida e Obra de Jean Sibelius e Nela Vive a Alma de Seu Povo: Vida e Obra de Béla Bartók. Participou, com um ensaio sobre as montagens, da obra coletiva Ópera à Brasileira, organizada por João Luiz Sampaio.
Estava trabalhando em um estudo da vida e obra de Felix Mendelssohn e tem projetados trabalhos análogos sobre Francis Poulenc e Benjamin Britten.

## Obras
Publicados pela Editora Perspectiva
- A Ópera Inglesa - ISBN - 8527307294
- A Ópera Tcheca - ISBN - 8527306824
- A Ópera Barroca Italiana - ISBN - 9788527302081
- A Ópera na França
- A Ópera Alemã
- A Ópera na Rússia - ISBN - 8527302543
- A Ópera Romântica Italiana - ISBN - 8527302837
- A Ópera Italiana Após 1870
- A Ópera Clássica Italiana
- A Ópera nos Estados Unidos
- As Óperas de Richard Strauss
- Shostakóvitch: Vida, Música, Tempo

- Anna Akhmátova: Poesia 1912 - 1964—L&PM Editora, de Porto Alegre (relançado em 2009 na coleção L&PM Pocket)

Publicados pela Algol Editora
- Poesia Soviética -
- Anna, a Voz da Rússia - Vida e Obra de Anna Akhmátova (2008) - ISBN - 8560187081
- O Cigano Visionário - Vida e Obra de Franz Liszt (2009)
- O Menestrel de Deus - Vida e Obra de Anton Bruckner (2009)
- Sinfonia Fantástica - Vida e Obra de Hector Berlioz (2009) - ISBN - 8560187219
- O Cantor da Finlândia - Vida e Obra de Jean Sibelius (2009)
- Nela Habita a Vida de Seu Povo - Vida e Obra de Béla Bartók (programado para lançamento em 2010).